# Neopomacentrus filamentosus
Neopomacentrus filamentosus es una especie de peces de la familia Pomacentridae en el orden de los Perciformes.

## Morfología
Los machos pueden llegar alcanzar los 11 cm de longitud total.

## Hábitat
Es un pez de mar.

## Distribución geográfica
Se encuentra en Tailandia, Malasia, Singapur, Filipinas, Indonesia, Australia Occidental, Papúa Nueva Guinea,  Islas Salomón y Nueva Caledonia.